# Tari István Gábor
Tari István Gábor (1957. január 31. – 2015. március 15.) a Graphisoft társalapítója.
A Fazekas Mihály Gimnáziumban érettségizett 1975-ben. A BME matematikus-mérnök szakán szerzett diplomát 1980-ban. A Központi Bányászati Kutató Intézetben dolgozott, majd 1982 júniusában Bojár Gáborral megalapították a Graphisoft GMK-t, amelynek vezető programozója, majd elnökhelyettese volt 2002-es visszavonulásáig.